# Rifugio Smrekovec
Il Rifugio Smrekovec (in sloveno: Dom na Smrekovcu) è un rifugio situato nel comune di Šoštanj in Slovenia, a 1.337 m s.l.m..

## Percorsi
- 3h: da Črna na Koroškem,
- 4½h: via auto da Šoštanj (26 km)
- 3½h: via auto daLjubno ob Savinji (16 km)

## Cime nelle vicinanze
- ½h: Smrekovec (1577 m)
- 2h: Komen (1684 m)

## Rifugi nelle vicinanze
- 2½h: rifugio Mozirje a Golte (Mozirska koča na Golteh; 1356 m)
- 5h: rifugio Loka
- 2½h: rifugio Andrej Lodge at Sleme (Andrejev dom na Slemenu; 1086 m)
- 4½h: rifugio Monte Ursula (Dom na Uršlji gori; 1680 m)